# Diözese Leicester

Wappen

Das Bistum Leicester (lat.: Dioecesis Leicestriensis) ist eine anglikanische Diözese in der Kirchenprovinz Canterbury der Church of England mit Sitz in Leicester. Diözesanbischof ist seit 2016 Martyn Snow. Von 670 bis 888 bestand eine römisch-katholische Diözese.

## Diözesangebiet
Die Diözese umfasst Leicestershire in den East Midlands. Es gibt keine Suffragane.

## Geschichte

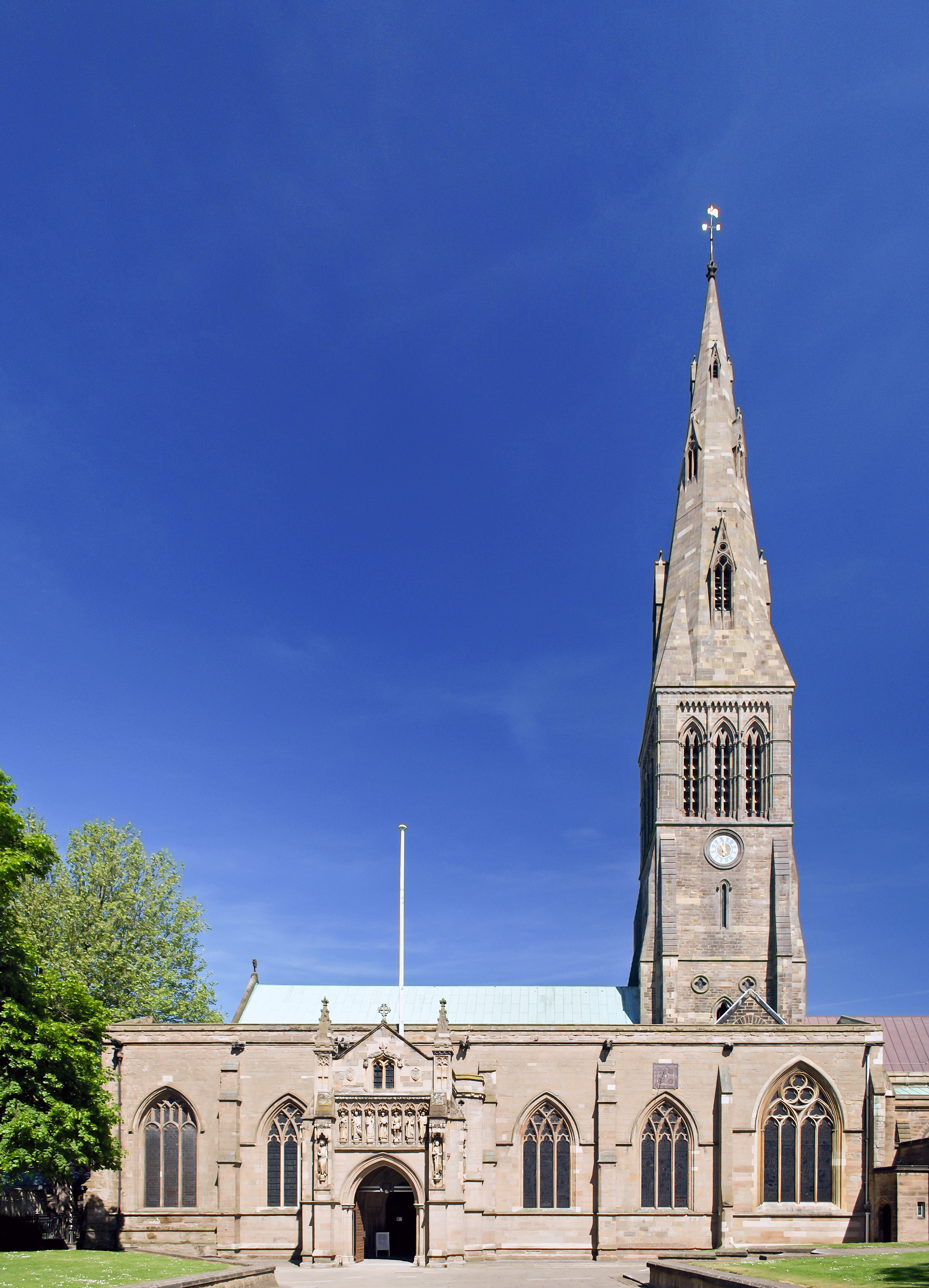
Kathedrale in Leicester

Das Bistum Leicester wurde im Jahre 670 aus Gebietsabtretungen des Bistums Lichfield errichtet. Im Jahre 705 gab das Bistum Leicester Teile seines Territoriums zur Gründung des Bistums Sherborne ab. Zwischen 869 und 888 wurde der Bischofssitz von Leicester nach Dorchester verlegt und der Titel in Bischof von Dorchester geändert. 1072 wurde der Sitz nach Lincoln verlegt und heißt seither Diözese Lincoln.
Bereits der Suffragan Bishops Act 1534 (26 Hen 8 c 14) benannte Leicester dann als Sitz eines Suffraganbischofs, was aber lange nicht umgesetzt wurde. Die moderne Diözese wurde am 12. November 1926 aus den Archidiakonien von Leicester und Loughborough und einem Teil der Archidiakonie von Northampton, die alle zuvor zur Diözese Peterborough gehörten, gegründet. St. Martin’s Church, Leicester, wurde zur Kathedrale des neuen Bischofssitzes erhoben.